# Anders Randolf
Anders Randolf, nato Anders Kristian Randrup (Viborg, 18 dicembre 1870 – Hollywood, 2 luglio 1930), è stato un attore danese.
Iniziò la carriera nei primi anni dieci alla Vitagraph, e lavorò negli Stati Uniti fino alla morte, avvenuta nel 1930 per le conseguenze di un'operazione alla quale era stato sottoposto.

## Filmografia
- The Prisoner of Zenda, regia di Hugh Ford, Edwin S. Porter (1913)
- The Moulding, regia di Ralph Ince – cortometraggio (1913)
- The Prince of Evil, regia di Ralph Ince – cortometraggio (1913)
- The Lost Millionaire, regia di Ralph Ince – cortometraggio (1913)
- The Pirates, regia di George D. Baker – cortometraggio (1913)
- The Blue Rose, regia di Van Dyke Brooke – cortometraggio (1913)
- The Golden Pathway, regia di Maurice Costello e Robert Gaillard – cortometraggio (1913)
- Officer John Donovan, regia di Van Dyke Brooke – cortometraggio (1914)
- Iron and Steel, regia di Maurice Costello e Robert Gaillard – cortometraggio (1914)
- A Pair of Frauds, regia di Theodore Marston (1914) – cortometraggio
- Old Reliable, regia di Van Dyke Brooke – cortometraggio (1914)
- The Vanity Case, regia di Theodore Marston – cortometraggio (1914)
- Her Great Scoop, regia di Maurice Costello e Robert Gaillord – cortometraggio
- Miser Murray's Wedding Present, regia di Van Dyke Brooke – cortometraggio (1914)
- The Right of Way, regia di Van Dyke Brooke (1914) – cortometraggio
- The Passing of Diana, regia di Theodore Marston – cortometraggio (1914)
- The 'Bear' Facts, regia di Tefft Johnson – cortometraggio (1914)
- The Circus and the Boy, regia di Tefft Johnson – cortometraggio (1914)
- Uncle Bill, regia di Ralph Ince – cortometraggio (1914)
- The Soul of Luigi, regia di Theodore Marston – cortometraggio (1914)
- Pigs Is Pigs, regia di George D. Baker – cortometraggio (1914)
- Warfare in the Skies, regia di Frederick A. Thomson – cortometraggio (1914)
- Four Thirteen, regia di Ralph Ince – cortometraggio (1914)
- William Henry Jones' Courtship, regia di Sidney Drew – cortometraggio (1914)
- The Senator's Brother, regia di William Humphrey – cortometraggio (1914)
- Hope Foster's Mother, regia di Lionel Belmore – cortometraggio (1914)
- The Man That Might Have Been, regia di William Humphrey – cortometraggio (1914)
- Underneath the Paint, regia di Charles L. Gaskill – cortometraggio (1914)
- Mr. Santa Claus, regia di George Ridgwell – cortometraggio (1914)
- Mother's Roses, regia di Theodore Marston (1915)
- The Silent Plea, regia di Lionel Belmore – cortometraggio (1915)
- Hearts and the Highway, regia di Wilfrid North (1915)
- The Right Girl?, regia di Ralph Ince – cortometraggio (1915)
- From Headquarters, regia di Ralph Ince – cortometraggio (1915)
- The Wheels of Justice, regia di Theodore Marston (1915)
- The Quality of Mercy, regia di Warwick Buckland – cortometraggio (1915)
- Peggy of Fifth Avenue, regia di Wilfrid North – cortometraggio (1915)
- The Return of Maurice Donnelly, regia di William Humphrey (1915)
- The Goddess, regia di Ralph Ince - serial (1915)
- The Way of the Transgressor, regia di William Humphrey – cortometraggio (1915)
- What's Ours?, regia di S. Rankin Drew – cortometraggio (1915)
- The Mystery of Mary, regia di Harry Lambert – cortometraggio (1915)
- Sam's Sweetheart, regia di William Humphrey – cortometraggio (1915)
- The Crown Prince's Double, regia di Van Dyke Brooke (1915)
- By Love Redeemed, regia di C.J. Williams – cortometraggio (1916)
- The Island of Surprise, regia di Paul Scardon (1916)
- The Hero of Submarine D-2, regia di Paul Scardon (1916)
- The Vital Question, regia di S. Rankin Drew (1916)
- The Suspect, regia di S. Rankin Drew (1916)
- The Daring of Diana, regia di S. Rankin Drew (1916)
- The Girl Philippa, regia di S. Rankin Drew (1916)
- The Courage of Silence, regia di William P.S. Earle (1917)
- Within the Law, regia di William P.S. Earle (1917)
- One Law for Both, regia di Ivan Abramson (1917)
- Sins of Ambition, regia di Ivan Abramson (1917)
- Who's Your Neighbor?, regia di S. Rankin Drew (1917)
- Daughter of Destiny, regia di George Irving (1917)
- The Belgian, regia di Sidney Olcott (1918)
- The Splendid Sinner, regia di Edwin Carewe (1918)
- The Safety Curtain, regia di Sidney A. Franklin (1918)
- The Lion and the Mouse, regia di Tom Terriss (1919)
- Reclaimed: The Struggle for a Soul Between Love and Hate, regia di Harry McRae Webster (1919)
- The Price of Innocence, regia di Frank Kugler (1919)
- The Third Degree, regia di Tom Terriss (1919)
- Too Many Crooks, regia di Ralph Ince (1919)
- Erstwhile Susan, regia di John S. Robertson (1919)
- The Cinema Murder, regia di George D. Baker (1919)
- L'idolo danzante (The Idol Dancer), regia di David Wark Griffith (1920)
- Madonnas and Men, regia di B.A. Rolfe (1920)
- The Common Sin, regia di Burton L. King (1920)
- The Johnstown Flood, regia di Irving Cummings (1926)
- Sinews of Steel, regia di Frank O'Connor (1927)
- Vita nuova (Three Sinners), regia di Rowland V. Lee (1928)
- Mondo senza luce (Me, Gangster), regia di Raoul Walsh (1928)